# Nissan Armada
Il Nissan Armada è un fuoristrada prodotto dalla casa automobilistica giapponese Nissan Motor negli Stati Uniti dal 2003. La seconda generazione, introdotta nel 2016, è una versione rimarchiata della Nissan Patrol Y62 prodotta in Giappone.

## Prima generazione (2003-2016)
Sviluppato nell’ambito del Nissan Revival Plan di Carlos Ghosn l’Armada è una grosso fuoristrada frutto del progetto WA60 il cui sviluppo parte nel settembre 1999 e termina nel 2003 sotto la supervisione dei designer Shiro Nakamura e Diane Allen e degli ingegneri capo Yuzo Sakita e Larry Dominique. L’intento della casa era di realizzare un grande SUV per il solo mercato americano in grado di competere contro i principali concorrenti americani come la Chevrolet Tahoe e Suburban, Dodge Durango, Ford Expedition e GMC Yukon. Come le principali rivali venne scelta una impostazione fuoristradistica e allo stesso tempo economica da produrre utilizzando il pianale F-Alpha a passo lungo che sarà utilizzato anche dal pick-up full-size Titan. L’Armada infatti da quest’ultimo ne riprende parte del frontale e degli interni oltre che della meccanica andando a rappresentarne la versione “chiusa” a sette e otto posti. Il design venne approvato nel luglio 2001 e nel settembre dello stesso anno iniziarono i collaudi dei primi prototipi su strada.
Il modello definitivo denominato Pathfinder Armada è stato presentato il 17 aprile 2003 al New York Auto Show, la produzione parte il 14 agosto 2003 presso l’impianto Nissan di Canton (Mississippi) con le vendite inaugurate il primo ottobre negli Stati Uniti. L'Armada era equipaggiato da un motore VK56DE V8 da 5,6 litri erogante 317 CV (236 kW) e 522 N⋅m di coppia massima, il cambio era automatico a 5 marce e la trazione era posteriore o integrale. Il passaggio al nome Armada (perdendo definitivamente la denominazione Pathfinder) è avvenuto nel settembre 2004, dove ha ricevuto nuovi badge e aggiornamenti agli interni. Un lieve restyling è stato presentato all'inizio del 2007 come “Model Year 2008”.

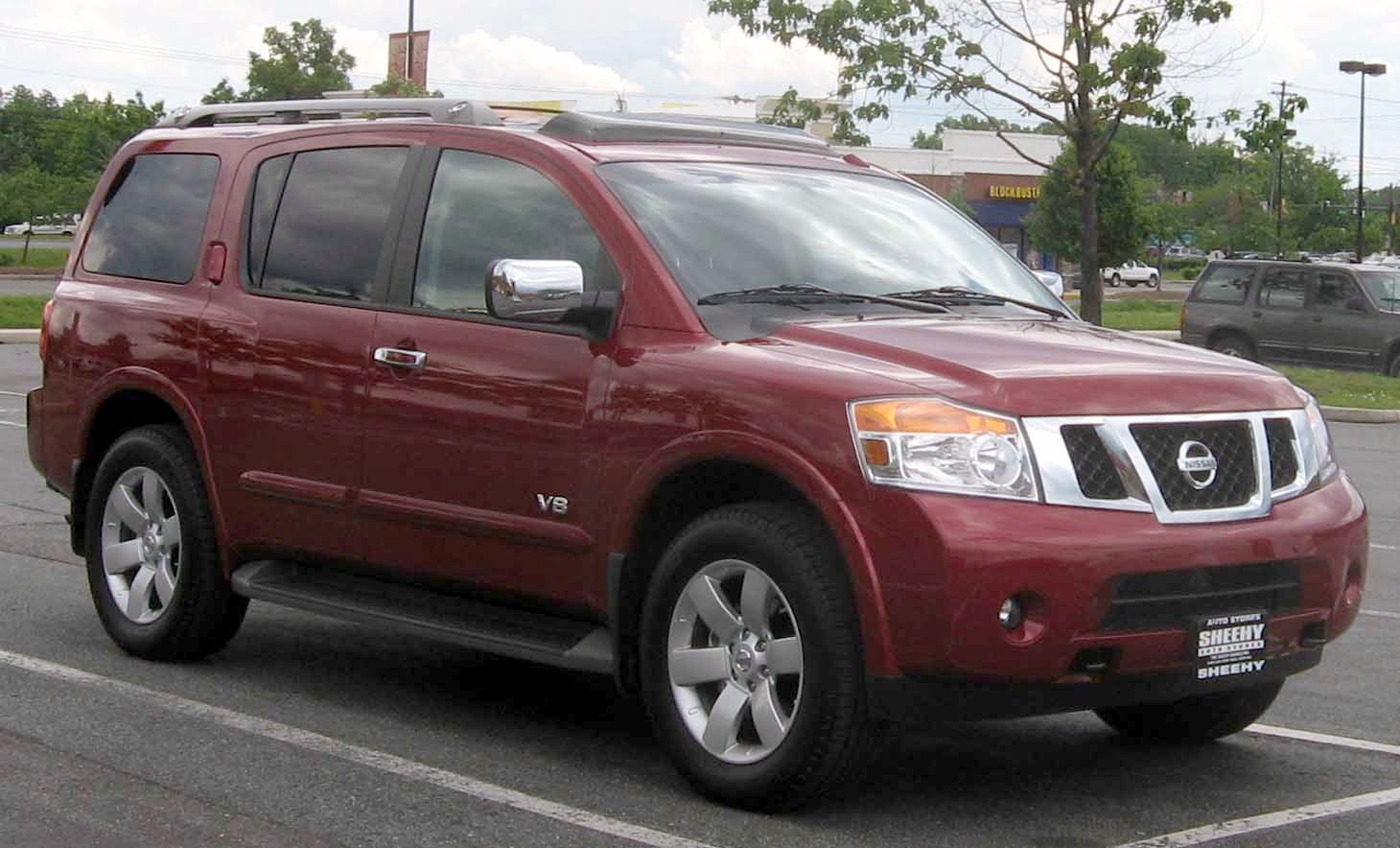
Nissan Armada restyling 2007

Esteticamente presente un design morbido che riprende tratti dal restante della produzione Nissan come la Patrol e la Navara. Le maniglie delle portiere posteriori sono nascoste sul montante "C" come sul Nissan Pathfinder del 1986. Dall’Armada è stata ricavata anche l’Infiniti QX56, una versione di lusso venduta da Infiniti che possedeva solo un frontale più spigoloso e allestimenti più curati con dotazione di serie arricchita.
In alcuni stati dell’America è stata venduta anche una versione in grado di essere alimentata a bioetanolo E85.
Nel 2007 è stato presentato un leggero restyling che ha visto l’introduzione di nuovi paraurti anteriori e posteriori e nuova grafica per i fanali oltre all'introduzione sui modelli top di gamma di passa ruota più sporgenti in plastica nello stesso colore della carrozzeria.
Il Nissan Armada (WA60) è stato venduto negli Stati Uniti, Canada, Messico e Medio Oriente solo con guida a sinistra. Una versione con guida a destra non è mai stata prodotta per evitare concorrenza interna con il modello Patrol venduto globalmente.

## Seconda generazione (dal 2016)

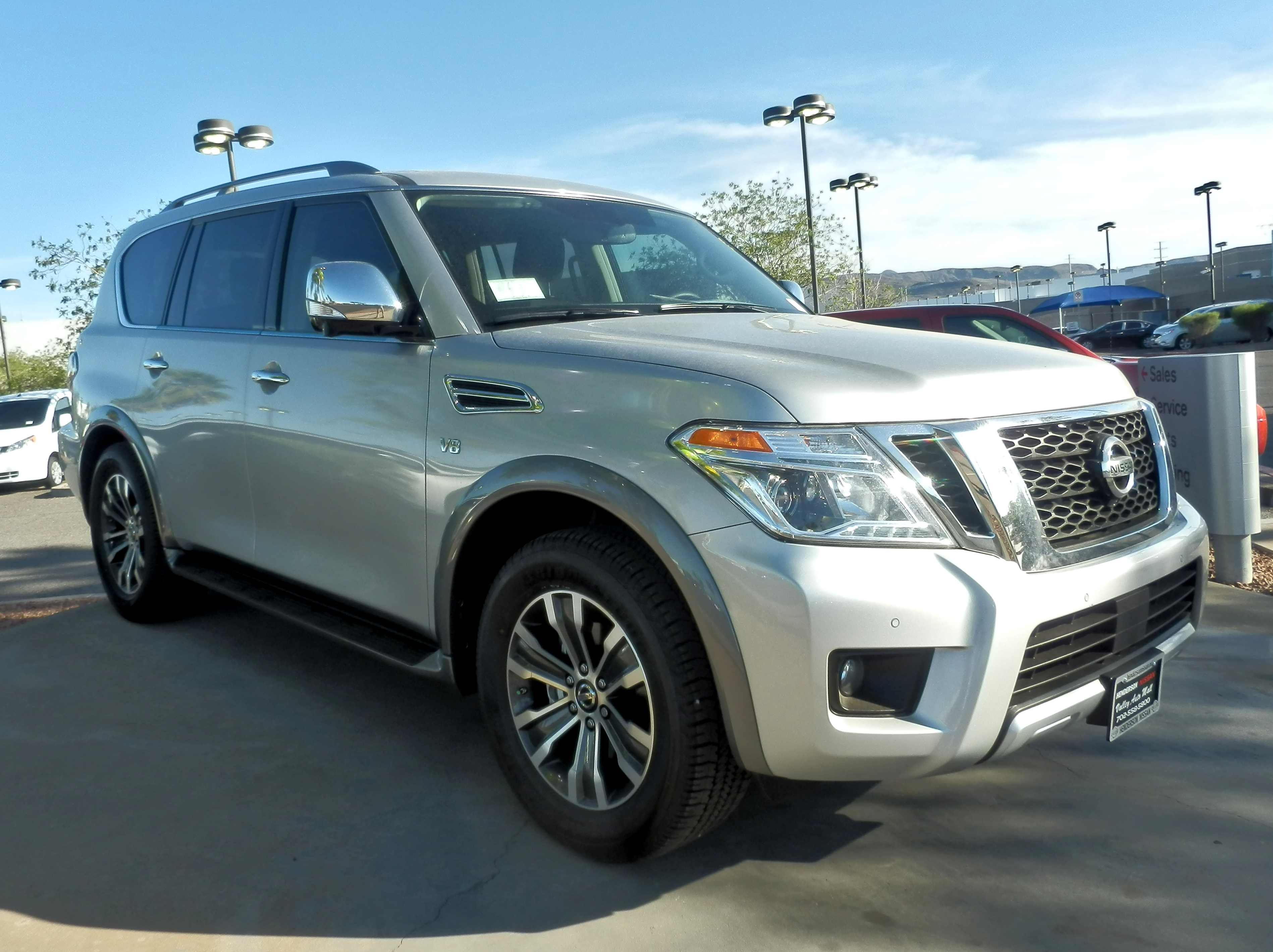
Armada di seconda generazione

La seconda generazione dell’Armada non è altro che il Nissan Patrol Y62 prodotto in Giappone; la Nissan preferì importare il Patrol ribattezzandolo Armada piuttosto che realizzare una nuova generazione del modello al fine di ridurre gli investimenti a causa anche dei volumi di vendita del modello che non furono elevati. Oltre all'Endurance V8, è stata introdotta una trasmissione a sette velocità per migliorare il risparmio di carburante, l'accelerazione e la coppia, insieme a un aumento della potenza da 317 a 390 cavalli a 5200 giri / min.

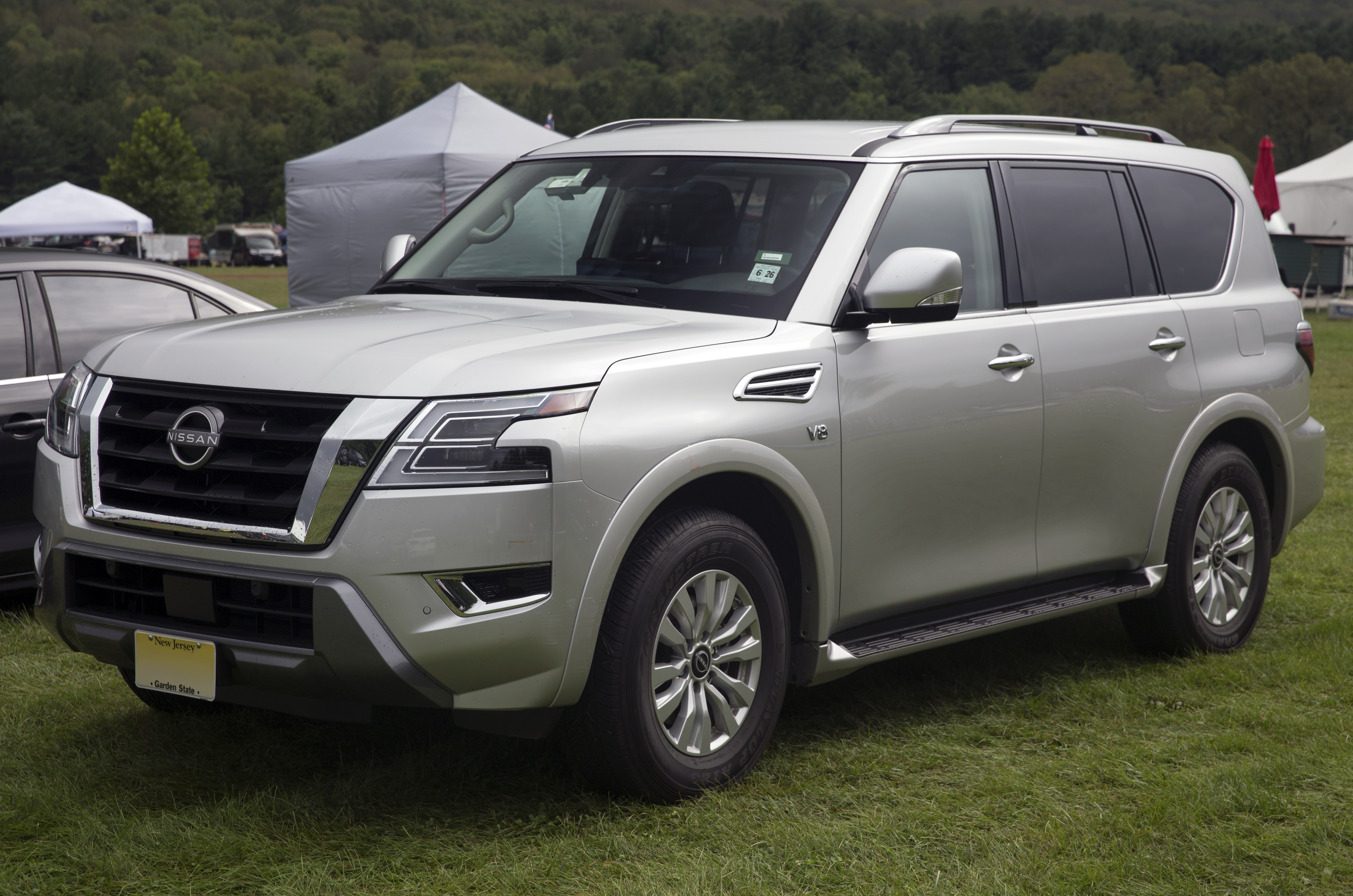
Nissan Armada del 2021

### Restyling 2021
Una versione aggiornata della Nissan Armada è stata presentata a dicembre 2020. La zona anteriore è stata ridisegnata, con una griglia più grande e nuovi fari a LED a forma di "C"; inoltre dono state introdotte due nuove colorazioni esterne. Anche i fanali posteriori sono stati ridisegnati e dotati d'illuminazione a LED. I livelli di allestimento e le motorizzazioni sono rimasti gli stessi, con la SV che riceve sedili in similpelle con finiture in carbonio setoso. Il V8 da 5,6 litri ha guadagnato 10 cavalli.